# 红五一水库
红五一水库是中国福建省泉州市永春县五里街镇境内的一座水库，位于晋江东溪上，建于1976年。水库正常库容为731万立方米，集雨面积为14平方千米，海拔为300米。